# Krasnoflotski
Krasnoflotski (del ruso: Краснофло́тский) es un posiólok del raión de Yeisk del krai de Krasnodar, en Rusia. Está situado en las tierras bajas de Kubán-Azov, en la península de Yeisk, 6 km al sur de Yeisk y 187 km al noroeste de Krasnodar, la capital del krai. Tenía 2 205 habitantes en 2010.
Pertenece al municipio rural Shirochánskoye (dentro del ókrug urbano de Yeisk).